# Birnenhonig
Birnenhonig, nazývaný také Birnenkraut, Birnendicksaft, Birähung nebo Birnenkonzentrat, je neprůhledná, hustá, hnědá až černohnědá, zahuštěná ovocná šťáva z hrušek (občas jsou použita také jablka), rozšířená převážně v centrální části Švýcarska.
V kantonech Vaud, Freiburg, Neuenburg a Jura jsou vyráběny podobné výrobky jako Vin cuit nebo Raisinée. Komerční verze se nazývá Birnel a je vyráběna společností Unipektin Ingredients AG v obci Eschenz.
Birnenhonig byl známý již ve středověku, ještě před zavedením průmyslové výroby cukru v polovině 18. století a s ním spojené výroby marmelád.

## Využití
Dnes se Birnenhonig používá především jako pomazánka na chléb nebo k oslazení, případně jako přísada do lucernského perníku. Často je ale používán v kombinaci s vařenými bramborami tzv. Gschwellti nebo syrovátkovým sýrem Ziger. Za druhé světové války se Birnenhonig používal s mlékem jako náhražka bílé kávy z důvodu nedostatku pravé kávy. Před rozšířením cukru, byl v některých regionech Birnenhonig používán také ke krmení včel.